# Dorinel Munteanu
Dorinel Ionel Munteanu, né le 25 juin 1968 à Grădinari, est un joueur de football roumain, qui évoluait comme milieu de terrain offensif axial. Après sa carrière sportive, il est devenu entraîneur. Il dirige depuis 2009 le club d'Oțelul Galați, remportant le premier titre de champion de Roumanie de l'Histoire du club en 2011. Il est également le joueur roumain ayant disputé le plus de rencontres internationales, 134, entre 1991 et 2007, au cours desquelles il inscrit 16 buts.

## Carrière

### Débuts et ascension en Roumanie
Après avoir fait ses classes au Minerul Oraviṭa, Dorinel Munteanu rejoint le noyau espoirs du Metalul Bocșa en 1985. Après une saison, il est promu dans le groupe de l'équipe première, qui évolue en deuxième division roumaine. Après une saison, il est transféré par le CSM Reșița, un autre club de deuxième division, mais il ne parvient pas à y devenir titulaire. En 1988, il rejoint le FC Olt Scornicești, club de première division, basé dans la ville d'origine du dictateur Nicolae Ceaușescu. C'est également la première fois qu'il s'éloigne de sa ville natale et de sa famille, ses trois premiers se trouvant tous proches de son domicile.
Il s'impose comme titulaire dans la ligne médiane du FC Olt, et participe à 31 matchs lors de sa première saison au club. La saison suivante, il est transféré après deux matchs à l'Inter Sibiu, club dirigé par un des fils du dictateur roumain, Nicu. Munteanu y devient un joueur clé en milieu de terrain, auteur de 7 buts et de nombreuses passes décisives en 47 matchs de championnat. Il réalise une excellente saison 1990-1991 avec son club, qui termine quatrième du championnat et remporte la Coupe des Balkans face au Budućnost Titograd. Ces bonnes prestations lui rapportent sa première sélection internationale le 23 mai 1991 face à la Norvège.
Devenu une valeur sûre du championnat roumain et international, Dorinel Munteanu est recruté durant l'été 1991 par le Dinamo Bucarest, un des grands clubs de la capitale et du championnat roumain. Il franchit un nouveau palier dans sa carrière en participant activement à la conquête du titre de champion de Roumanie en 1992, remporté sans concéder la moindre défaite. Il inscrit 12 buts en 33 matchs disputés, et délivre plusieurs passes décisives. Il améliore encore ses statistiques la saison suivante, marquant à 15 reprises, mais le club termine deuxième derrière leurs rivaux du Steaua.

### Carrière à l'étranger

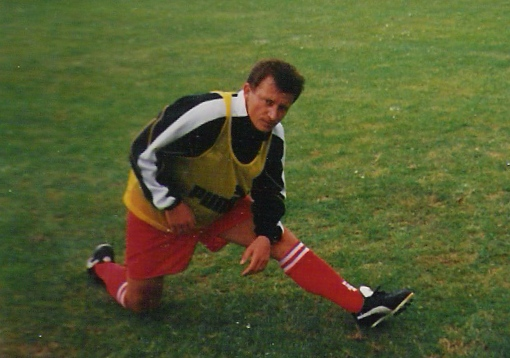
Munteanu à l'entraînement au FC Cologne en 1996

Désormais âgé de 25 ans, Dorinel Munteanu envisage de poursuivre sa carrière à l'étranger. Il est transféré durant l'été 1993 vers le club belge du Cercle de Bruges, qui évolue en première division. Il arrive au club en même temps que son ancien coéquipier du Dinamo, Tibor Selymes. En Belgique, il est rapidement reconnu comme un excellent passeur, formant un duo offensif redoutable avec le buteur Josip Weber durant sa première saison au club. Il est d'ailleurs élu « meilleur joueur du club » par les supporters lors du traditionnel Pop-poll d'Echte. Il joue deux saisons au Cercle, durant lesquelles il joue 65 matchs de championnat et 3 matchs de Coupe, inscrivant 13 buts, dont un en Coupe.
En 1995, il est recruté par le FC Cologne, club de Bundesliga, où il signe un contrat de quatre ans. Toujours titulaire, il ne peut éviter la rétrogradation en 2. Bundesliga au terme de la saison 1997-1998, que le club termine à l'avant-dernière place. Désireux de quitter la cité du Dôme en fin de saison, il est déclaré « intransférable » par la direction du club. Forcé de prester la dernière année de son contrat, il joue néanmoins presque tous les matchs de la saison, inscrivant 7 buts.
En juillet 1999, Dorinel Munteanu revient en Bundesliga, cette fois au VfL Wolfsburg. Le club est engagé en Coupe UEFA, compétition que le joueur n'avait plus connue depuis qu'il avait quitté le Dinamo Bucarest. Très souvent titularisé, il doit néanmoins faire face à une rude concurrence dans le noyau. Lors des trois premières saisons qu'il passe à Wolfsbourg, il est le titulaire attitré comme milieu de terrain offensif, mais il perd sa place durant la saison 2002-2003. N'entrant plus dans les plans de son entraîneur lors de la saison 2003-2004, il décide de rentrer en Roumanie lors du mercato hivernal.

### Retour en Roumanie
Dorinel Munteanu revient dans son pays natal et s'engage au Steaua Bucarest, où il termine la saison 2003-2004. Redevenu la plaque tournante de l'équipe en milieu de terrain, il lui permet de remporter le titre de champion de Roumanie en 2005 et d'atteindre les huitièmes de finale de la Coupe UEFA la même année. En fin de saison, il est engagé comme joueur-entraîneur au CFR Cluj.
Il parvient à qualifier l'équipe pour la Coupe Intertoto, compétition où il atteint la finale, battu par le RC Lens. Lors de la saison suivante, malgré un bon départ en championnat (20 points sur 30), il annonce qu'il démissionne de son poste en raison des interférences de la direction dans ses choix sportifs et du manque de support de leur part. Il s'engage alors ensuite pour Argeș Pitești, dernier du championnat après 10 journées, avec pour objectif d'éviter la relégation. N'ayant pu remplir cette mission, il est licencié en fin de saison, et rejoint alors le FC Vaslui, toujours comme joueur-entraîneur. Il met un terme à sa carrière de joueur en fin de saison.

#### Statistiques par saison
| Saison    | Club            | Pays  | Niveau       | Championnat | Championnat | Coupe  | Coupe | Europe | Europe | Total  | Total |
|           |                 |       |              | Matchs      | Buts        | Matchs | Buts  | Matchs | Buts   | Matchs | Buts  |
| --------- | --------------- | ----- | ------------ | ----------- | ----------- | ------ | ----- | ------ | ------ | ------ | ----- |
| 1986-1987 | Metalul Bocșa   |       | Liga II      | 13          | 0           | 0      | 0     | 0      | 0      | 13     | 0     |
| 1987-1988 | CSM Reșița      |       | Liga II      | 5           | 0           | 0      | 0     | 0      | 0      | 5      | 0     |
| 1988-1989 | FC Olt          |       | Liga I       | 31          | 2           | ?      | ?     | 0      | 0      | 31*    | 2*    |
| 1989-1990 | FC Olt          |       | Liga I       | 2           | 0           | ?      | ?     | 0      | 0      | 2*     | 0*    |
| 1989-1990 | Inter Sibiu     |       | Liga I       | 14          | 0           | ?      | ?     | 0      | 0      | 14*    | 0*    |
| 1990-1991 | Inter Sibiu     |       | Liga I       | 33          | 7           | ?      | ?     | ?      | ?      | 33*    | 7*    |
| 1991-1992 | Dinamo Bucarest |       | Liga I       | 33          | 12          | ?      | ?     | 4      | 1      | 37*    | 13*   |
| 1992-1993 | Dinamo Bucarest |       | Liga I       | 34          | 15          | ?      | ?     | 4      | 0      | 38*    | 15*   |
| 1993-1994 | Cercle Bruges   |       | Pro League   | 34          | 7           | 1      | 0     | 0      | 0      | 35     | 8     |
| 1994-1995 | Cercle Bruges   |       | Pro League   | 31          | 5           | 2      | 1     | 0      | 0      | 33     | 6     |
| 1995-1996 | FC Cologne      |       | Bundesliga   | 33          | 4           | ?      | ?     | 0      | 0      | 33*    | 4*    |
| 1996-1997 | FC Cologne      |       | Bundesliga   | 31          | 4           | ?      | ?     | 0      | 0      | 31*    | 4*    |
| 1997-1998 | FC Cologne      |       | Bundesliga   | 33          | 3           | ?      | ?     | 0      | 0      | 33*    | 3*    |
| 1998-1999 | FC Cologne      |       | 2.Bundesliga | 32          | 7           | ?      | ?     | 0      | 0      | 32*    | 7*    |
| 1999-2000 | VfL Wolfsburg   |       | Bundesliga   | 22          | 3           | ?      | ?     | 3      | 0      | 25*    | 3*    |
| 2000-2001 | VfL Wolfsburg   |       | Bundesliga   | 24          | 3           | ?      | ?     | 0      | 0      | 24*    | 3*    |
| 2001-2002 | VfL Wolfsburg   |       | Bundesliga   | 33          | 3           | ?      | ?     | 0      | 0      | 33*    | 3*    |
| 2002-2003 | VfL Wolfsburg   |       | Bundesliga   | 18          | 2           | ?      | ?     | 0      | 0      | 18*    | 2*    |
| 2003-2004 | VfL Wolfsburg   |       | Bundesliga   | 4           | 0           | ?      | ?     | 0      | 0      | 4*     | 0*    |
| 2003-2004 | Steaua Bucarest |       | Liga I       | 5           | 1           | ?      | ?     | 0      | 0      | 4*     | 0*    |
| 2004-2005 | Steaua Bucarest |       | Liga I       | 28          | 1           | ?      | ?     | 11     | 0      | 39*    | 1*    |
| 2005-2006 | CFR Cluj        |       | Liga I       | 21          | 0           | ?      | ?     | 0      | 0      | 21*    | 0*    |
| 2006-2007 | CFR Cluj        |       | Liga I       | 5           | 0           | ?      | ?     | 0      | 0      | 5*     | 0*    |
| 2006-2007 | Argeș Pitești   |       | Liga I       | 3           | 0           | ?      | ?     | 0      | 0      | 3*     | 0*    |
| 2007-2008 | FC Vaslui       |       | Liga I       | 16          | 0           | ?      | ?     | 0      | 0      | 16*    | 0*    |
| Total     | Total           | Total | Total        | 538         | 79          | 3*     | 1*    | 22*    | 1*     | 563*   | 81*   |

* = statistiques totales incomplètes

### Carrière en équipe nationale
Dorinel Munteanu est appelé pour la première fois en équipe nationale roumaine le 23 mai 1991, pour disputer un match amical face à la Norvège. L'équipe roumaine fait partie à l'époque des meilleures équipes européennes, comptant dans ses rangs des joueurs tels que Gheorghe Hagi, Ilie Dumitrescu, Ioan Lupescu ou encore Bogdan Stelea. Plus tard, cette génération exceptionnelle de joueurs roumains sera appelée la « génération dorée ». Il ne quitte plus l'équipe nationale ensuite, jouant parfois milieu gauche, voire arrière gauche, quand le besoin s'en faisait sentir.
Avec l'équipe roumaine, il participe à deux Coupes du monde, en 1994 aux États-Unis, où la Roumanie atteint les quarts de finale, et en 1998 en France, que la Roumanie quitte au stade des huitièmes de finale. Munteanu fait également partie de l'équipe qui joue les phases finales des championnats d'Europe 1996, où la Roumanie subit trois défaites en trois matchs au premier tour, et 2000, où elle crée la surprise en éliminant l'Allemagne et l'Angleterre au premier tour, avant de buter en quarts de finale face à l'Italie. Il inscrit un but contre l'Angleterre lors de ce tournoi.
Le 2 juin 2001, Dorinel Munteanu dispute son centième match international, contre la Hongrie en qualifications pour la Coupe du monde 2002. Quatre ans plus tard, il joue son 126e match, battant le record détenu par Gheorghe Hagi depuis 2001. Il joue encore 8 matchs durant les deux années suivantes, pour porter le record à 134 sélections pour la Roumanie. Il inscrit au total 16 buts sous le maillot national, le premier face à l'Égypte le 21 décembre 1991, et le dernier contre le Danemark le 29 mars 2003.
Le 25 mars 2008, il est décoré par le président roumain Traian Băsescu de l'Ordre du Mérite 3e classe pour ses performances avec l'équipe nationale roumaine.

#### Buts internationaux
Les scores sont indiqués en plaçant toujours la Roumanie comme « première » équipe, sans tenir compte de l'ordre réel des rencontres.

### Carrière d'entraîneur
Lorsqu'il quitte le Steaua Bucarest en 2005, Dorinel Munteanu devient joueur-entraîneur du CFR Cluj. Il parvient à qualifier l'équipe pour la Coupe Intertoto, et la mène jusqu'à la finale de cette compétition, qu'il perd face au RC Lens. Malgré les bons résultats obtenus, il démissionne après 10 journées, invoquant un manque de support de la direction du club et l'ingérence de celle-ci dans ses choix sportifs. Il accepte alors une offre émanant d'Argeș Pitești, dernier du championnat, avec pour mission de sauver le club de la relégation. Il ne parvient pas à atteindre cet objectif, et est licencié en fin de saison.
Munteanu s'engage alors au FC Vaslui, où il coiffe toujours la double casquette de joueur et d'entraîneur. Le club termine septième en fin de saison 2007-2008, se qualifiant pour la prochaine Coupe Intertoto.
En septembre 2008, il rejoint l'Universitatea Cluj, club relégué en deuxième division, où il est pour la première fois uniquement entraîneur. Après sept matchs, le président du Steaua Bucarest, George Becali, l'appelle pour remplacer Marius Lacatus. Malgré quelques bons résultats, notamment une victoire contre le leader Unirea Urziceni, le Steaua stagne en milieu de classement, et Munteanu est licencié en décembre 2008, après seulement 8 matchs à la tête de l'équipe. Quatre mois plus tard, il retourne à Cluj, qu'il sauve de la relégation en troisième division.
Durant l'été 2009, Dorinel Munteanu est nommé entraîneur du club d'Oțelul Galați. Après une première saison terminée à la huitième place, il mène le club au titre de champion de Roumanie 2011, le premier trophée majeur de l'Histoire du club. En fin de saison, il prolonge son contrat pour deux saisons supplémentaires.
En novembre 2012, il est nommé entraineur du FC Dinamo Bucarest. Il n'y reste qu'un mois et demi avant de partir en Russie, d'abord au Mordovia Saransk puis au Kuban Krasnodar depuis juillet 2013, où il entraine notamment D.Cissé, C.Kaboré ou M.Rabiu.

## Palmarès

### Joueur
- 134 sélections en équipe nationale de Roumanie (record national).
- Quart-de-finaliste de la Coupe du monde 1994.
- Quart-de-finaliste de l'Euro 2000.
- 2 fois champion de Roumanie en 1992 avec le Dinamo Bucarest et en 2005 avec le Steaua Bucarest.
- Vainqueur de la Coupe des Balkans en 1991.

### Entraîneur
- Champion de Roumanie en 2011 avec Oțelul Galați.
- Vainqueur de la Supercoupe de Roumanie en 2011 avec Oțelul Galați.